# Conseil représentatif du peuple
Pour les articles homonymes, voir DPR.
Législature 2019-2024
Complexe parlementaire de la république d'Indonésie
Le Conseil représentatif du peuple (en indonésien : Dewan Perwakilan Rakyat ; abrégé en DPR) est l'une des deux chambres de l'Assemblée délibérative du peuple avec le Conseil représentatif des régions (DPD) et, forme à ce titre l'un des deux organes du pouvoir législatif de l'Indonésie.
Son siège se trouve dans le complexe parlementaire de la république d'Indonésie, à Jakarta.

## Système électoral

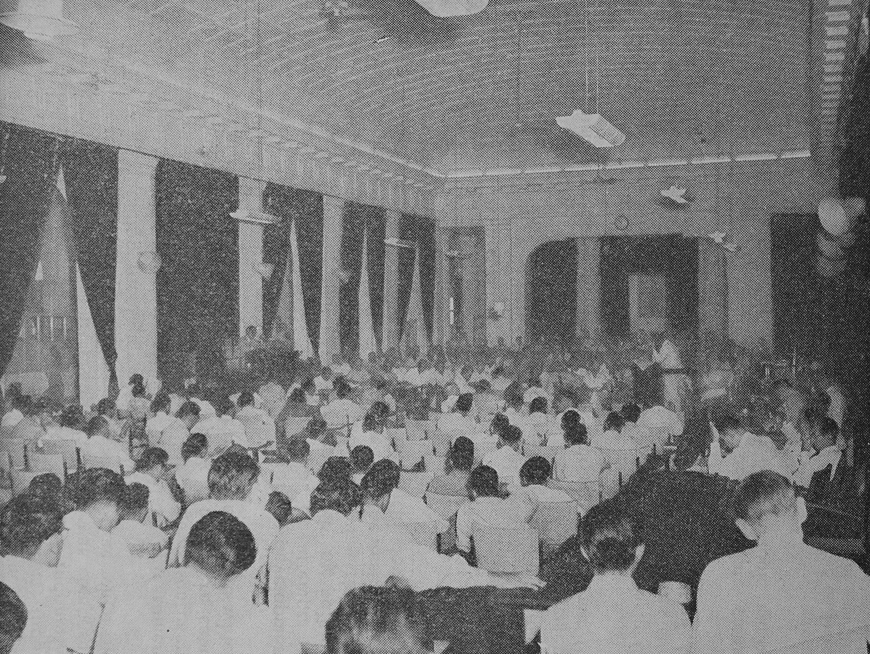
Le DPR en session dans les années 1950.

Le Conseil représentatif du peuple est doté de 575 sièges pourvus pour cinq ans au scrutin proportionnel plurinominal de listes dans 34 circonscriptions de 3 à 10 sièges chacune correspondant aux 34 provinces du pays. Les listes sont dites ouvertes, les électeurs pouvant effectuer un vote préférentiel envers l'un des candidats de la liste pour laquelle ils votent afin de faire monter sa place dans la liste. Après décompte des voix, les sièges sont répartis à toutes les listes ayant franchi le seuil électoral de 4 % des votes valides selon la méthode du quotient de Hare. La loi électorale impose par ailleurs aux listes d'être composées d'un minimum de 30 % de femmes. Le total de sièges était de 560 avant 2019.
Le droit de vote s'acquiert à dix-sept ans. Il pouvait auparavant s'acquérir plus tôt si l'électeur était marié, une clause de la loi électorale qui suscitait la polémique car accusée de favoriser les mariages de mineurs. L'âge minimum pour pouvoir se marier ayant été relevé à dix-neuf ans en 2019, il n'y a en pratique plus d'électeurs de ce type depuis les élections législatives de 2024.

## Commissions
Les Commissions (en indonésien : Komisi) sont l'instrument de travail principal au sein du DPR. Presque toutes les activités liées aux fonctions du DPR. Chaque membre du DPR, à l'exception des dirigeants, a l'obligation d'être membre d'une seule commission.
Le DPR comporte actuellement 11 commissions :
- La Komisi I traite de la Défense, des Affaires Étrangères et de l'Information.
- La Komisi II traite du Gouvernement de l'État, de l'autonomie régionale, Aparatur Negara, dan Agraria.
- La Komisi III traite du droit et de législation, des droits humains fondamentaux et de la sécurité.
- La Komisi IV traite de l'agriculture, des plantations, de la sylviculture, de la mer, des pêcherie et de l'alimentation.
- La Komisi V traite des Transports, des Télécommunications, des travaux publics, du logement social, des régions de développement rural et sous-développées.
- La Komisi VI traite du Commerce, de l'Industrie, de l'investissement, des Coopératives, des Petites et Moyennes Entreprises (UKM), et des Entreprises Publiques (BUMN).
- La Komisi VII traite de l'Énergie, des ressources minérales, de la recherche et de la technologie, et de l'environnement.
- La Komisi VIII traite de la religion, autonomisation sociale et des femmes.
- La Komisi IX traite de la population, de la santé, de la main-d'œuvre et de la transmigration.
- La Komisi X traite de l'Éducation, de la jeunesse, du sport, du tourisme, des arts et de la culture.
- La Komisi XI traite des Finances, de la planification du développement national, de la banque, et des institutions financières non-bancaires.

## Composition
La composition du DPR issu des élections législatives de 2024 est la suivante :
| Parti                                                | Sièges |
| ---------------------------------------------------- | ------ |
| Parti démocratique indonésien de lutte (PDIP)        | 110    |
| Golkar                                               | 102    |
| Parti du mouvement de la grande Indonésie (Gerindra) | 86     |
| Parti national démocrate (NasDem)                    | 69     |
| Parti du réveil national (PKB)                       | 68     |
| Parti de la justice et de la prospérité (PKS)        | 53     |
| Parti du mandat national (PAN)                       | 48     |
| Parti démocrate (Demokrat)                           | 44     |
| Total                                                | 580    |